# Yadel Martínez
Yadel Martínez (5 januari 1985) is een Cubaans voetbalscheidsrechter. Hij is sinds 2013 aangesloten bij de wereldvoetbalbond FIFA. Ook leidt hij wedstrijden in de Cubaanse nationale competitie en is hij een scheidsrechter bij de Noord-Amerikaanse voetbalbond. Op 14 oktober 2014 werd hij door de CONCACAF aangesteld voor zijn eerste interland: Martínez floot de vriendschappelijke interland tussen de Verenigde Staten en Honduras (1–1). In de oefenwedstrijd in Boca Raton, voor beide landen een duel na afloop van hun deelname aan het wereldkampioenschap voetbal 2014, deelde hij vijf gele kaarten uit; nadat in de tiende minuut de VS op voorsprong kwamen door Jozy Altidore maakte Maynor Figueroa vier minuten voor tijd gelijk. Martínez leidde zijn eerste competitieve interland, tevens zijn eerste wedstrijd onder directe auspiciën van de FIFA, op 29 maart 2015: de wedstrijd in de eerste ronde van het kwalificatietoernooi voor het wereldkampioenschap voetbal 2018 tussen de Kaaimaneilanden en Belize eindigde eveneens in een gelijkspel (1–1, twee gele kaarten). Martínez werd in juli 2015 opgenomen in de arbitrale selectie voor de CONCACAF Gold Cup 2015 in Canada en de Verenigde Staten, als enige scheidsrechter uit het Caraïbisch gebied en derhalve enige vertegenwoordiger van de CFU, de voetbalconfederatie van de Caraïben. Zijn landgenoot Hiran Dopico en de Jamaicaan Ricardo Morgan werden aangewezen als de assistenten van Martínez. Martínez zelf werd op de tweede speeldag aangesteld als vierde official voor het groepsduel tussen Costa Rica en Jamaica (2–2), met de Mexicaan Fernando Guerrero als hoofdarbiter. Op 11 juli floot Martínez de ontmoeting in groep B tussen Jamaica en Canada in het BBVA Compass Stadium.

## Interlands
| Datum            | Wedstrijd                   | Uitslag | Competitie              | Kreeg geel | Kreeg voor de tweede keer geel en dus rood | Weggestuurd |
| ---------------- | --------------------------- | ------- | ----------------------- | ---------- | ------------------------------------------ | ----------- |
| 14 oktober 2014  | Verenigde Staten – Honduras | 1 – 1   | Vriendschappelijk       | 5          | 0                                          | 0           |
| 29 maart 2015    | Kaaimaneilanden – Belize    | 1 – 1   | Kwalificatie WK 2018    | 2          | 0                                          | 0           |
| 12 juni 2015     | Guatemala – Bermuda         | 0 – 0   | Kwalificatie WK 2018    | 4          | 0                                          | 0           |
| 11 juli 2015     | Jamaica – Canada            | 1 – 0   | CONCACAF Gold Cup 2015  | 3          | 0                                          | 0           |
| 13 november 2015 | Costa Rica – Haïti          | 1 – 0   | Kwalificatie WK 2018    | 2          | 0                                          | 0           |
| 29 maart 2016    | Mexico – Canada             | 2 – 0   | Kwalificatie WK 2018    | 3          | 0                                          | 0           |
| 13 juni 2016     | Mexico – Venezuela          | 1 – 1   | Copa América Centenario | 6          | 0                                          | 0           |
| 2 september 2016 | Honduras – Canada           | 2 – 1   | Kwalificatie WK 2018    | 1          | 0                                          | 0           |
| 11 november 2016 | Honduras – Panama           | 0 – 1   | Kwalificatie WK 2018    | 4          | 0                                          | 0           |
| 11 juli 2017     | Honduras – Frans-Guyana     | 0 – 0   | CONCACAF Gold Cup       | 4          | 0                                          | 0           |